# Kabelský potok
Kabelský potok je menší vodní tok v Novohradských horách, pravostranný přítok Malše v okrese Český Krumlov v Jihočeském kraji. Délka toku měří 4 km, plocha povodí činí 6,11 km².

## Průběh toku
Potok pramení blízko česko-rakouské hranice pod Kolářovým vrchem (982 m) v nadmořské výšce 950 metrů na katastru Pohorské Vsi v Novohradských horách, kterým protéká v celé délce. Potok zprvu teče severním, následně směrem, a přijímá bezejmenné potoky. Kabelský potok se přímo na státní hranici zprava vlévá do Malše v nadmořské výšce 754 metrů .

## Galerie

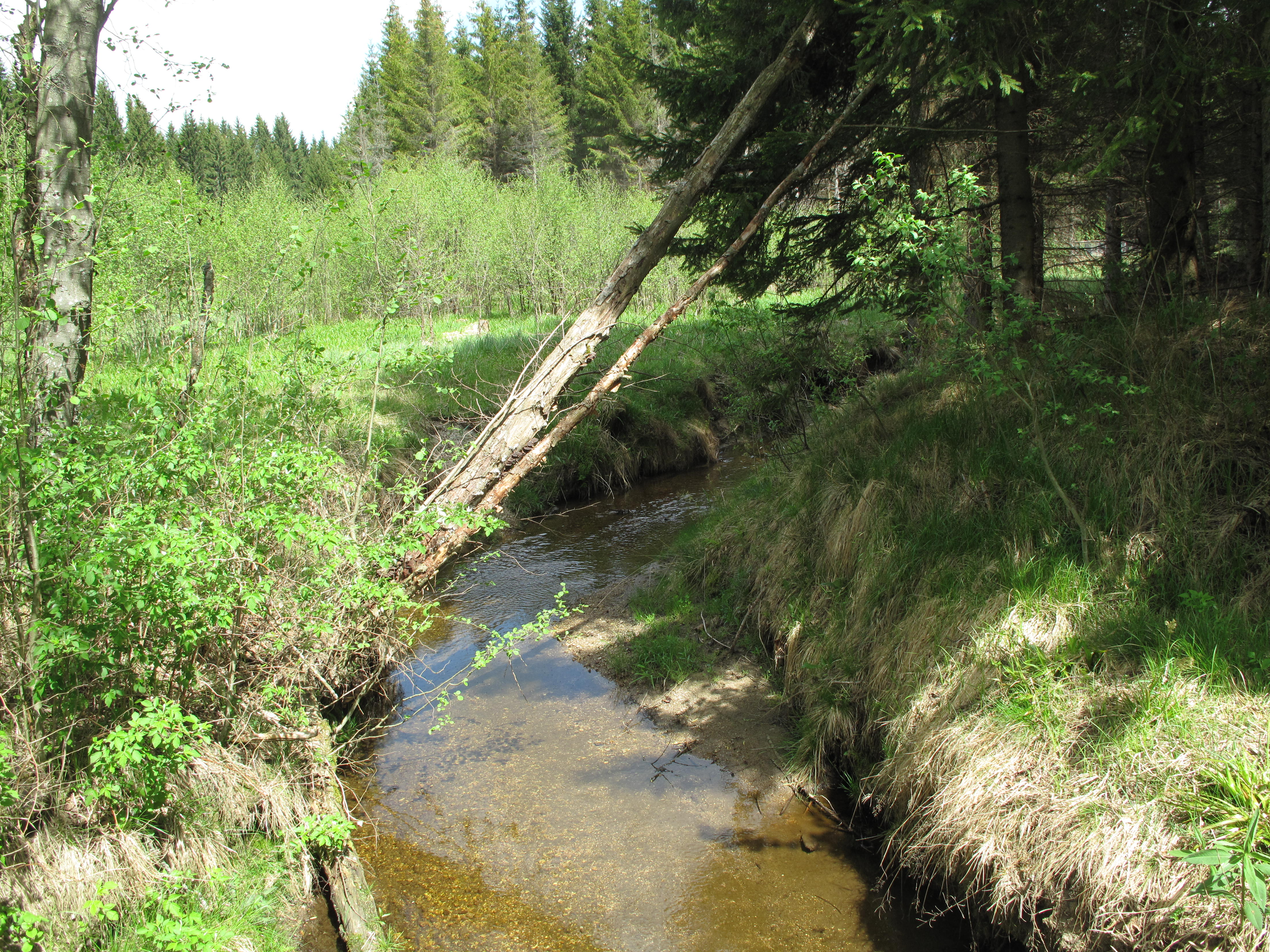
Kabelský potok před soutokem s Malší
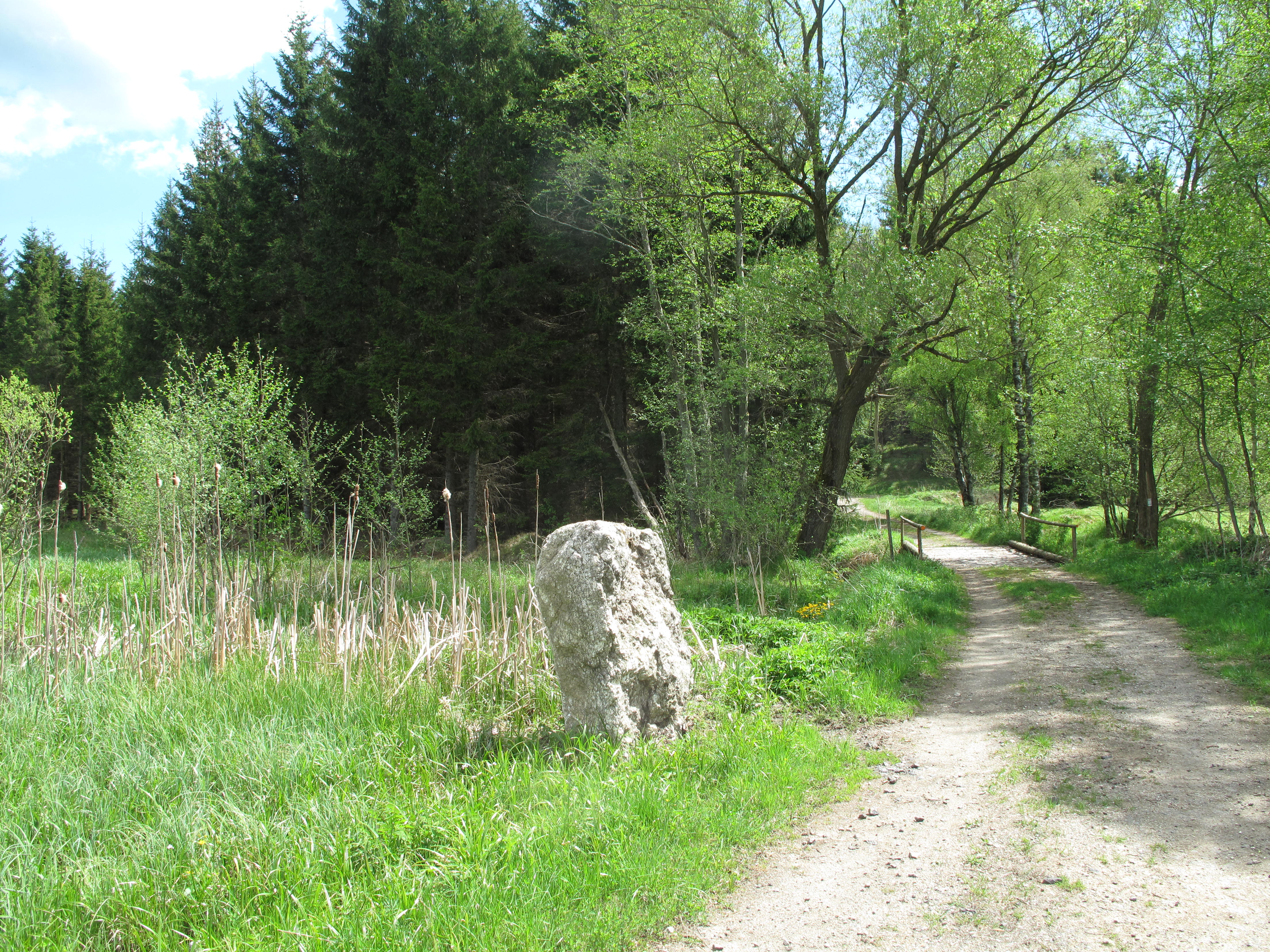
Kabelský potok před soutokem s Malší